# Tågekammeret
Tågekammeret (ofte skrevet som TÅGEKAMMERET, også omtalt som TK og Kammeret) er en fest- og foredragsforening på Aarhus Universitet, der dækker fagene matematik, matematik-økonomi, datavidenskab, datalogi, IT-Produktudvikling, fysik og nanoscience. Oprindeligt dækkede foreningen også kemi, men kemikerne har senere dannet deres egen forening kaldet @lkymia.
Foreningen blev stiftet 11. oktober 1956. I løbet af året afholder Tågekammeret lang række arrangementer for foreningens medlemmer.

## Navn
Tågekammeret er opkaldt efter et fysikinstrument kaldet et tågekammer, der bruges til at visualisere elementarpartikler.
Ved stiftelsen var foreningen unavngivet, men kendt som "Mat/Fys forening". På den første ordinære generalforsamling blev flere forskellige navne diskuteret, men alle forkastet, og Tågekammeret blev vedtaget som et midlertidigt navn, indtil noget bedre kunne findes.
I løbet af årene begyndte foreningen at skrive dets navn med store bogstaver i hele navnet, og dets officielle navn har siden 1958 været Tågekammeret.